# Холешов
Холешов (чеш. Holešov) град је у Чешкој Републици, у оквиру историјске покрајине Моравске. Холешов је град у оквиру управне јединице Злински крај, где припадају округу Кромјержиж.

## Географија
Холешов се налази у источном делу Чешке републике. Град је удаљен од 340 км источно од главног града Прага, а од првог већег града, Брна, 80 км источно.
Град Холешов је смештен у области источне Моравске. Надморска висина града је око 380 м. Град се развио у пространој долини реке Русаве, изнад које се издиже планина Хостински врхови, најзападнији огранака планинског ланца Карпата.

## Историја
Подручје Холешова било је насељено још у доба праисторије. Насеље под данашњим називом први пут се у писаним документима спомиње 1141. године. Град је све до 20. века био важно средиште Јевреја.
Године 1919. Холешов је постао део новоосноване Чехословачке. У време комунизма град је нагло индустријализован. После осамостаљења Чешке дошло је до опадања активности тешке индустрије и до проблема са преструктурирањем привреде.

## Становништво
Холешов данас има око 12.000 становника и последњих година број становника у граду стагнира. Поред Чеха у граду живе и Словаци и Роми.

## Партнерски градови
- Турчјанске Тјеплице

## Галерија
- Поглед на Холешов и окружење
- Средишњи трг Холешова
- Холешовски дворац